# Pallavolo Volta
La Pallavolo Volta è una società pallavolistica femminile italiana con sede a Volta Mantovana: milita nel campionato di Serie B1.

## Storia della società
Sorto nel 1974, il piccolo club lombardo conosce un primo periodo di buoni risultati nel corso dei primi anni ottanta, quanto milita in Serie B e disputa più volte, fino al 1983, i gironi di spareggio per la promozione in Serie A2. La retrocessione in C del 1984 ridimensiona le ambizioni della società.
Tra il 2003 e il 2006 la squadra è protagonista di un doppio salto di categoria che le spalanca le porte della Serie A2. Dopo un buon esordio nell'annata 2006-07), nella stagione seguente la squadra lotta per la promozione in Serie A1, venendo eliminata nei play-off dall'Esperia di Cremona.
Dopo un altro paio di campionati cadetti terminati nelle fasi iniziali dei play-off, nell'estate 2010 il presidente del sodalizio mantovano annuncia un ridimensionamento societario con la rinuncia al titolo sportivo e la ripartenza del club dalla Serie B2, categoria in cui milita per cinque stagioni retrocedendo infine in Serie C al termine del campionato 2014-15.
Dopo tre annate in quinta serie, al termine dell'annata 2017-18 la squadra mantovana ottiene nuovamente la promozione in Serie B2, categoria in cui milita solamente una stagione: termina infatti la regular season al primo posto, garantendosi con la seconda promozione consecutiva il diritto di partecipare alla Serie B1 2019-20.